# Apátszentmihály
Apátszentmihály (1899-ig Bohunicz, szlovákul Bohunice, németül Bohunitz) Jászlóapátszentmihály község településrésze, korábban önálló falu Szlovákiában, a Nagyszombati kerületben, a Nagyszombati járásban.

## Fekvése
Nagyszombattól 13 km-re északra fekszik.

## Története
1113-ban Bagan, 1216-ban Boguna néven említik, az Árpád-korban Bagonya volt a neve, majd 1899-ig Bohunicznak hívták. Egykor a zobori apátság birtoka volt, templomát Szent Mihály arkangyalnak szentelték és erről kapta új magyar nevét.
A mai község területén a középkorban több birtokos osztozott. A legrégibb forrás szerint a zobori Szent Hippolit kolostor a terület birtokosa. Később II. András királytól Sebes nyitrai magiszter kapja meg, majd 1258-ban IV. Béla oklevele Zochudot és Serefelt erősíti meg birtokában. Plébániáját 1397-ben, az esztergomi káptalan oklevelében említik először, első ismert papja András volt. A 16. századtól legnagyobb birtokosai a Pálffyak voltak.
Fényes Elek szerint "Bohunicz, tót falu, Pozson- az uj r. sz. Nyitra vgyében, a Blava vizénél: 412 kath., 15 zsidó lak., jó szántóföldekkel, rétekkel; kath. paroch. templommal s egy vizimalommal a Blava vizén. F. u. többen. Ut. post. Nagy-Szombat."
A trianoni békeszerződésig Pozsony vármegye Nagyszombati járásához tartozott. Korábban Pagyár falut csatolták hozzá. 1958-óta  Jászlóval egyesítve alkotja Jaslovské Bohunice községet.

## Népessége
1910-ben 500, túlnyomórészt szlovák lakosa volt.
2001-ben Jaslovské Bohunice 1690 lakosából 1654 szlovák volt.

## Atomerőműve
A községhez közel van a bohunicei atomerőmű, amely 1952-től kezdve épült. A1-es blokkjában, 1977-ben 4-es fokozatú nukleáris baleset történt. A korszerűtlen reaktorok nagyobb részét a szlovák kormány az EU-s csatlakozási szerződés alapján, 2008 végéig bezárta, de 2. blokkját a 2009-es gázválság idején átmenetileg újraindították. Ma még két VVER-440-es (paksi) típusú reaktora termel áramot és Nagyszombat számára távhőt.

## Nevezetességei
- Apátszentmihály Mihály arkangyal tiszteletére szentelt római katolikus temploma 1832 és 1836 között épült, később oldalkápolnával bővítették. Főoltára 1871-ben, orgonája 1841-ben készült.
- Plébániája eredetileg 16. századi. 1993 és 1995 között a község új, korszerű plébániát épített.
- Neobarokk kastélyát 1787-ben Dezasse Ferenc építtette, akinek 1825-ben épített sírboltja a temetőben látható.
- A falurészen egy 1841-ben készült Szent Flórián szobor található.